# ISO 3166-2:IS
ISO 3166-2:IS — стандарт Міжнародної організації зі стандартизації, який визначає геокоди. Є підмножиною стандарту ISO 3166-2, що належить до Ісландії. Стандарт охоплює 8 регіонів і місто Рейк'явік Ісландії. Кожен ГеоКод складається з двох частин: коду Alpha2 за стандартом ISO 3166-1 для Ісландії — IS і додаткового коду записаного через дефіс. Додатковий код утворений двосимвольним числом. ГеоКод регіонів і столиці Ісландії є підмножиною кодів домену верхнього рівня — IS, присвоєного Ісландії у відповідності зі стандартами ISO 3166-1.

## Геокоди Ісландії

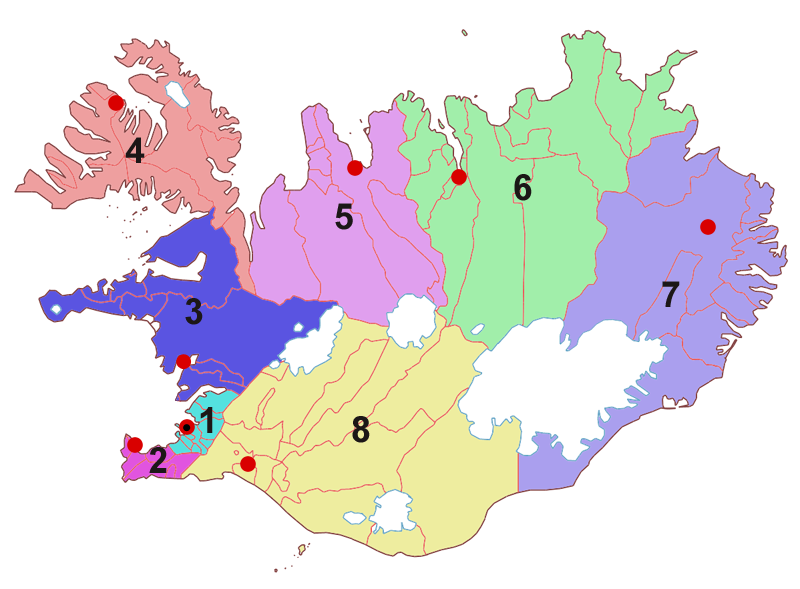
Геокоди районів Ісландії згідно стандарту ISO 3166-2:IS

Геокоди 8 районів і 1 міста адміністративно-територіального поділу Ісландії.
| Код  | Адміністративна одиниця |         |
| ---- | ----------------------- | ------- |
| IS-3 | Вестурланд              | регіон  |
| IS-4 | Вестфірдір              | регіон  |
| IS-5 | Нордурланд-Вестра       | регіон  |
| IS-6 | Нордурланд-Ейстра       | регіон  |
| IS-2 | Судурнес                | регіон  |
| IS-8 | Судурланд               | регіон  |
| IS-1 | Гефюдборґарсвайдід      | регіон  |
| IS-7 | Аустурланд              | регіон  |
| IS-0 | Рейк'явік               | столиця |